# Stiftung Louisenlund
Stiftung Louisenlund è un collegio scolastico  a gestione privata per ragazzi e ragazze a Güby nello Schleswig-Holstein in Germania. L'edificio principale della scuola è nel Castello di Louisenlund, che fu costruito da Hermann von Motz tra il 1772 ed il 1776 per il Langravio Carlo d'Assia come regalo per sua moglie, la Principessa Luisa di Danimarca, la figlia di Re Federico V di Danimarca.
Louisenlund in seguito divenne parte del patrimonio di proprietà dei duchi di Schleswig-Holstein-Sonderburg-Glücksburg, che rimodellarono il castello al suo stato attuale. Un viaggiatore inglese, Horace Marryat, scrisse nel 1860, 
"Louisenlund è un'affascinante residenza nel periodo estivo, con i suoi boschi di faggio scuro, in primavera un tappeto di gigli, paris quadrifolia, hepatica, e le acque blu brillante dei suoi profondi fiordi, le acque che potrebbero rivelare tristi storie..."
Consigliato da Kurt Hahn, nel 1949 Guglielmo Federico, Duca di Schleswig-Holstein  decise di costruire un collegio scolastico nella struttura e istituì la Fondazione Louisenlund. Una fondazione istituita per amministrare la Stiftung Louisenlund, un membro della Round Square Conference of Schools.

### Libri
- (DA) Carl Frederik Bricka, DANSK BIOGRAFISK LEXIKON, Copenaghen, Gyldendalske Boghandels Forlag (F. Hegel & Søn). URL consultato il 18 novembre 2009.
- (EN) Horace Marryat, Denmark: Description and travel (TXT), London, Murray, 1860. URL consultato il 18 novembre 2009.

### Giornali
- (DA) HANS MAJESTÆT KONG CHRISTIAN DEN NIENDES FORÆLDRE (PDF), in Illustreret Tidende, 21 aprile 1918. URL consultato il 18 novembre 2009.
- (DA) Erik Westgaard, Tankefulde haver, en vandring i tre havers frimureriske symbolverden, Erik Westengaard [collegamento interrotto], in Christian Ejlers, Copenaghen, 2001. URL consultato il 18 novembre 2009.

### Web
- History of Louisenlund, su louisenlund.de, Güby, Germany, Stiftung Louisenlund. URL consultato il 19 novembre 2009 (archiviato dall'url originale il 4 febbraio 2010).